# Cuisine européenne
La cuisine européenne ou la gastronomie européenne est le nom donné au patrimoine culinaire commun des États du continent européen.
Elle unit dans la diversité les cuisines locales, régionales et nationales.
Ses bases communes se sont construites au fil des siècles et se caractérisent par :
- des recettes issues de l'Antiquité gréco-romaine ;
- une liste d’aliments progressivement enrichie au contact d’autres civilisations ;
- des us et coutumes de consommer  des repas assis sur une chaise autour d’une table dressée d’assiettes, de verres et de couverts.

## Galerie

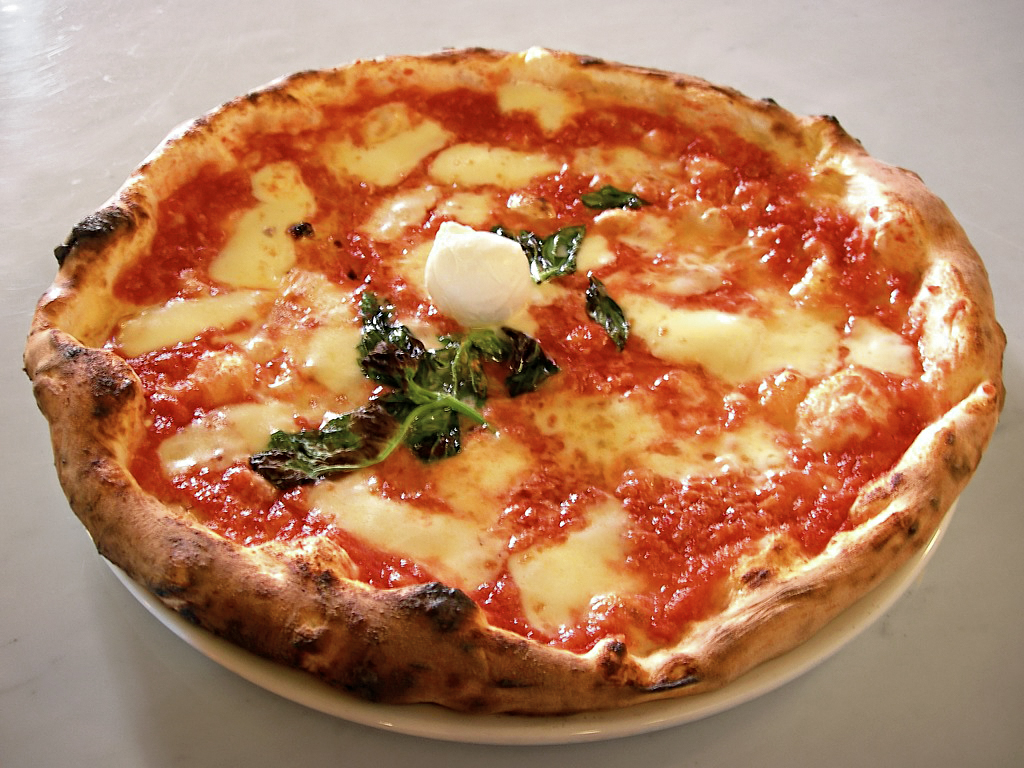
Pizza (Italie).
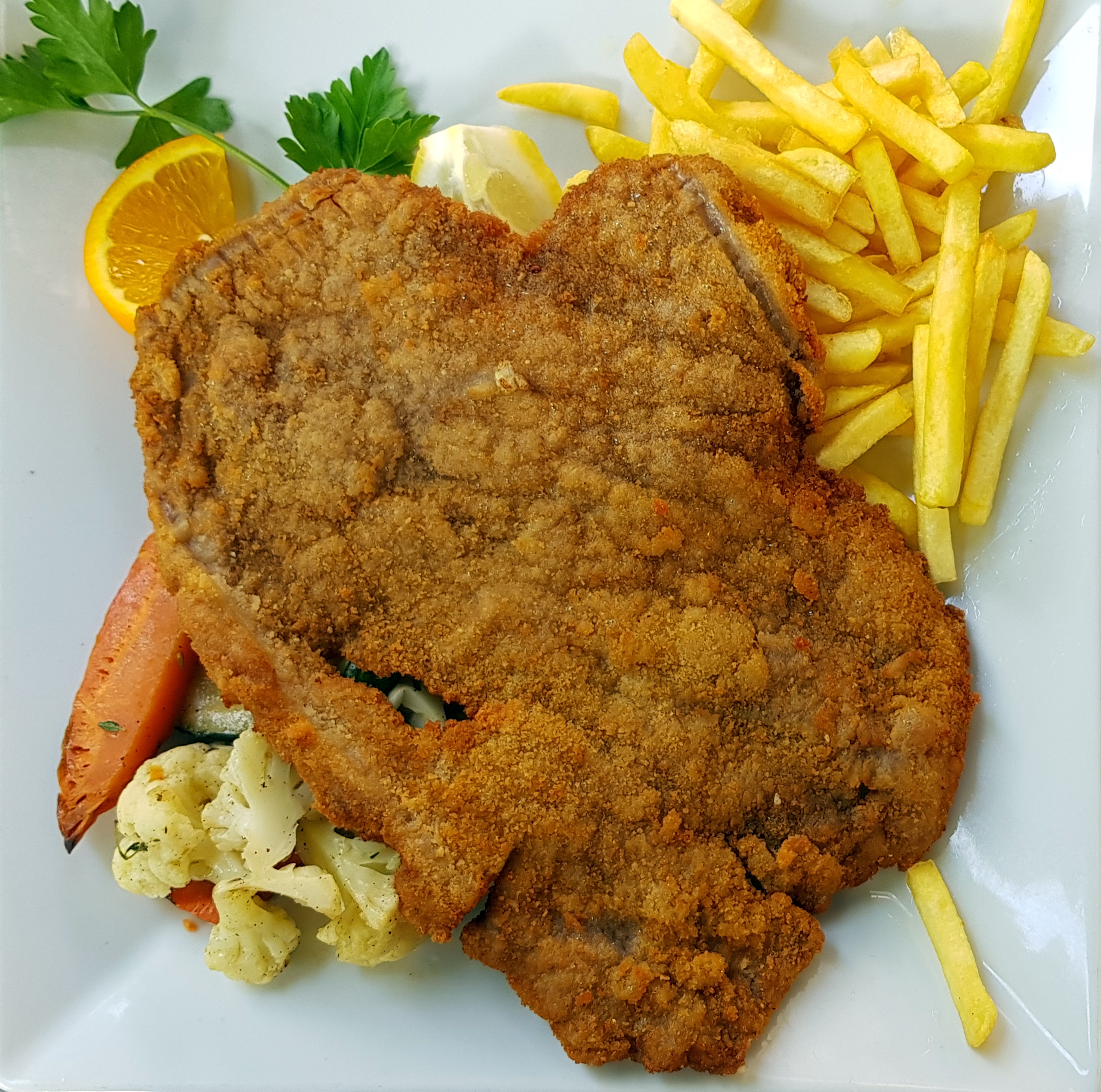
Escalope à la viennoise (Autriche).
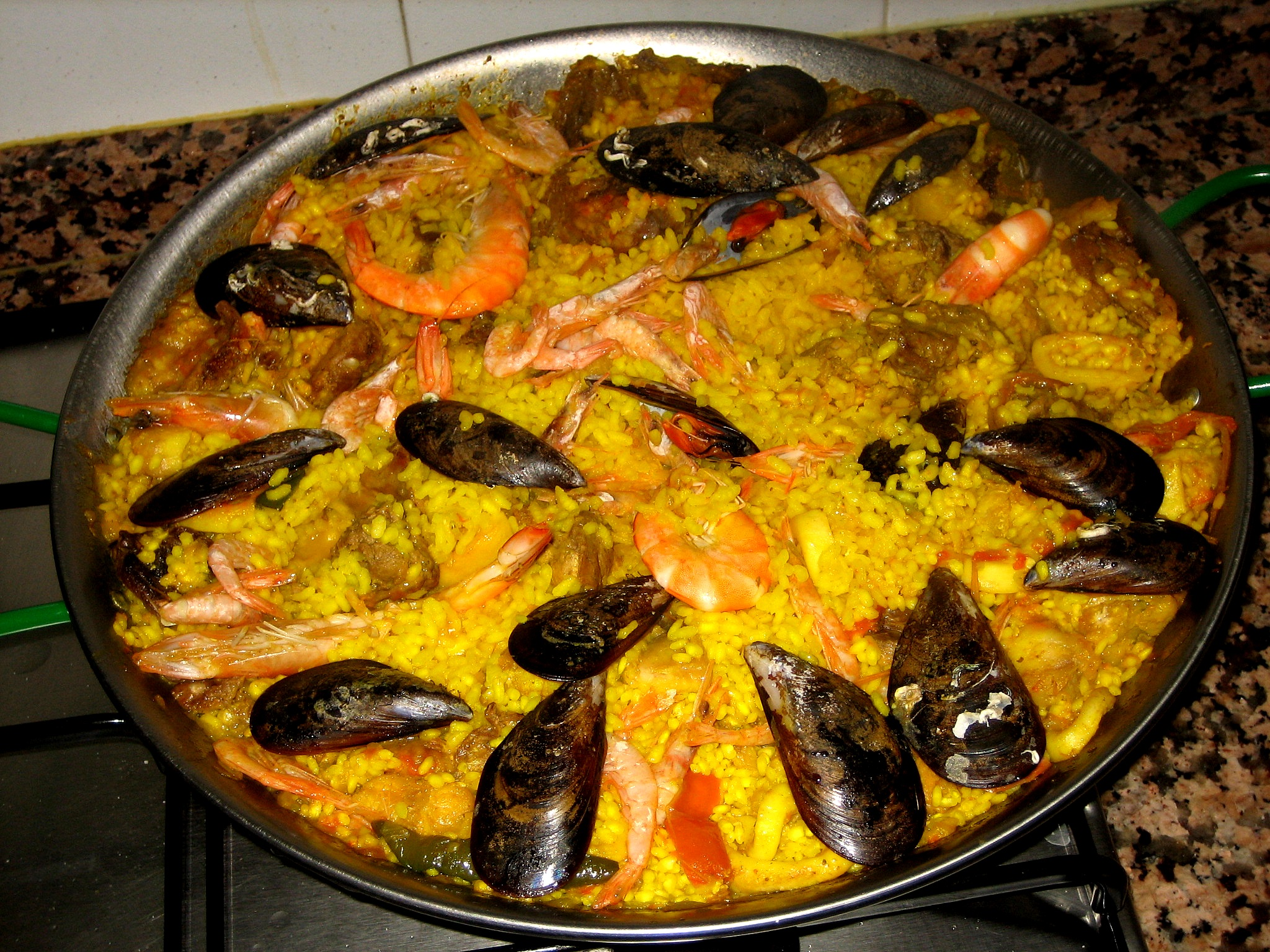
Paella (Espagne).
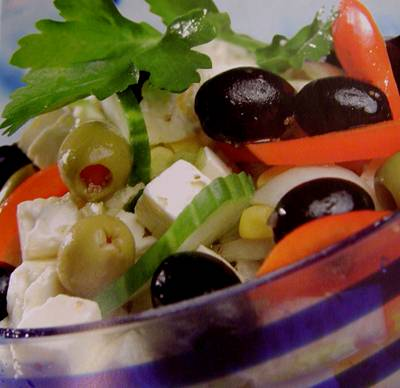
Salade grecque (Grèce).
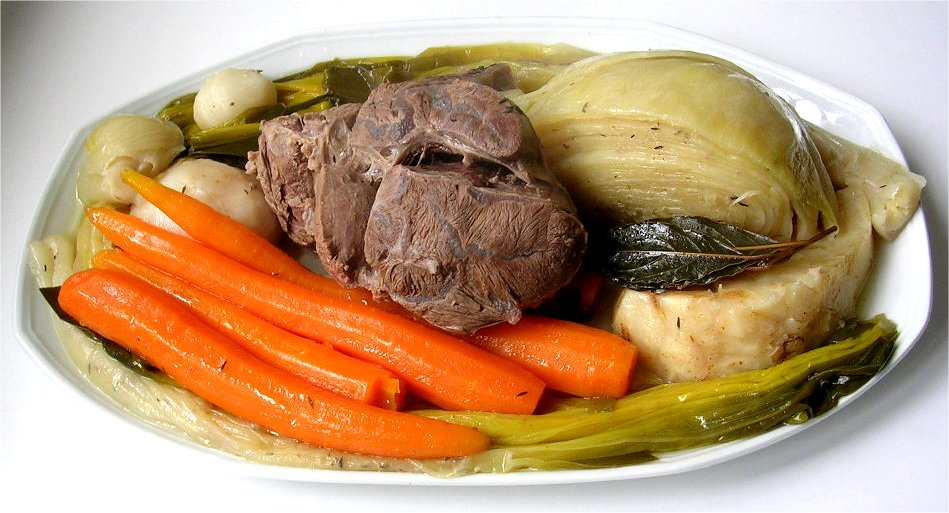
Pot-au-feu (France).
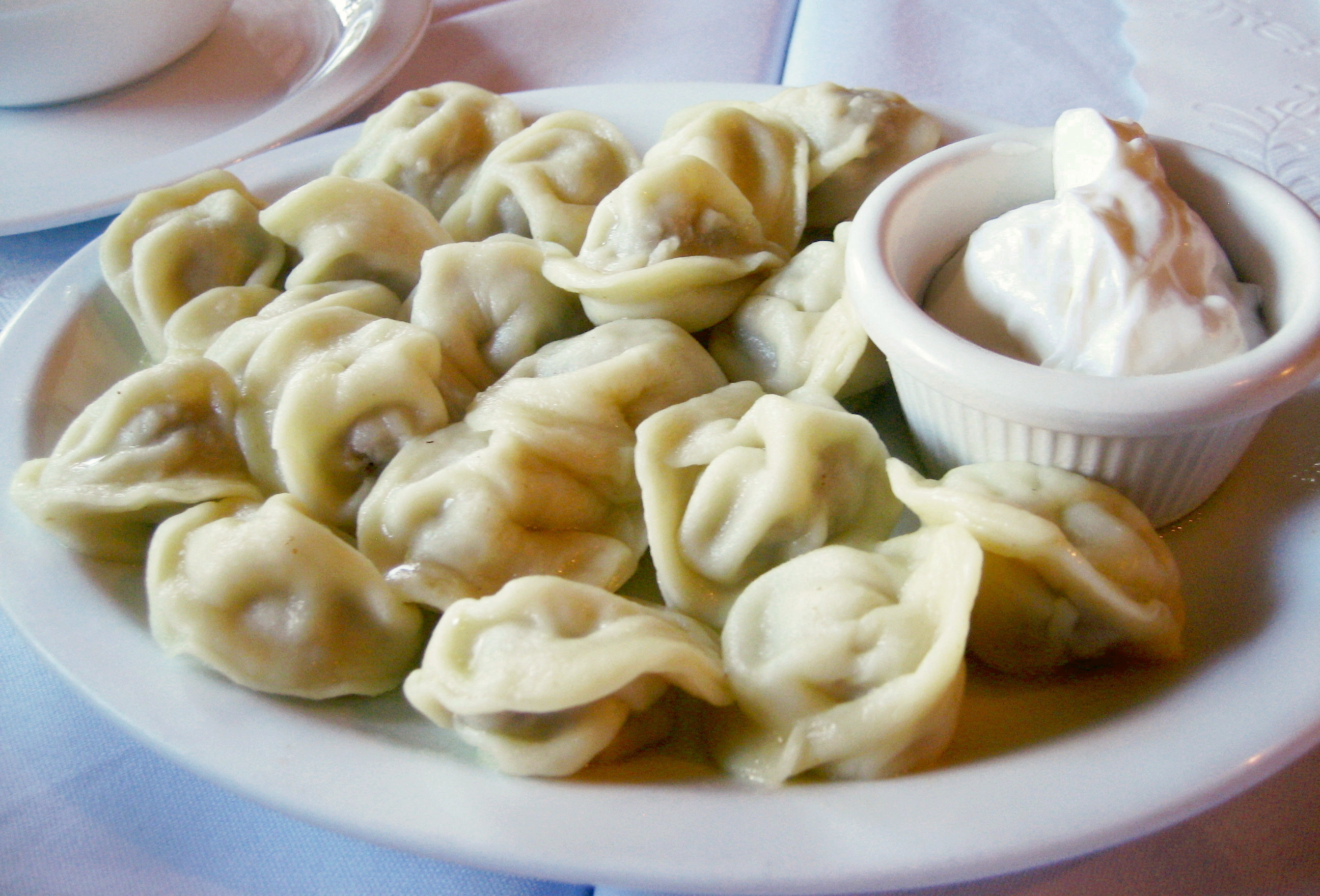
Pelmeni (Russie).